# Torneo de Suzhou
El Suzhou WTA Challenger es un torneo de tenis femenino profesional, disputado sobre pista de tenis dura. El evento está catalogado como torneo WTA 125. Se celebra anualmente en Suzhou, China, desde 2012.

## Finales anteriores

### Individuales
| Años               | Campeona           | Subcampeona   | Resultado     |
| ------------------ | ------------------ | ------------- | ------------- |
| ↓ ITF 100K event ↓ |                    |               |               |
| 2012               | Hsieh Su-wei       | Duan Yingying | 6-2, 6-2      |
| ↓ WTA $125,000 ↓   |                    |               |               |
| 2013               | Shahar Pe'er       | Zheng Saisai  | 6-2, 2-6, 6-3 |
| 2014               | Anna-Lena Friedsam | Duan Yingying | 6–1, 6–3      |

### Dobles
| Años               | Campeonas                        | Subcampeonas               | Resultado        |
| ------------------ | -------------------------------- | -------------------------- | ---------------- |
| ↓ ITF 100K event ↓ |                                  |                            |                  |
| 2012               | Timea Bacsinszky Caroline Garcia | Yang Zhaoxuan Zhao Yi Jing | 7-5, 6-3         |
| ↓ WTA $125,000 ↓   |                                  |                            |                  |
| 2013               | Tímea Babos Michaëlla Krajicek   | Han Xinyun Eri Hozumi      | 6-2 6-2          |
| 2014               | Chan Chin-wei Chuang Chia-jung   | Misa Eguchi Eri Hozumi     | 6–1, 3–6, [10–7] |